# Lucky Jim (film, 1909)
Pour les articles homonymes, voir Lucky Jim.
Pour plus de détails, voir Fiche technique et Distribution.
Lucky Jim est un film américain réalisé par D. W. Griffith, sorti en 1909. 
Produit par l'American Mutoscope and Biograph Company, le film a pour principaux interprètes Marion Leonard et Mack Sennett.

## Fiche technique
- Titre : Lucky Jim
- Réalisation :	D. W. Griffith
- Scénario : Stanner E.V. Taylor
- Photographie : G.W. Bitzer, Arthur Marvin
- Montage :
- Société de production : American Mutoscope and Biograph Company
- Société de distribution : American Mutoscope and Biograph Company
- Pays d'origine :  États-Unis
- Langue : Anglais américain
- Format : Noir et blanc — 35 mm — 1,33:1 — Muet
- Métrage : 155 mètres
- Genre : Film dramatique
- Durée : 5 minutes et 10 secondes
- Dates de sortie :
  -  États-Unis : 26 avril 1909
  -  Royaume-Uni : juin 1909

## Distribution
- Marion Leonard : Gertrude
- Mack Sennett : Jack
- Barry O'Moore : Jim, le premier mari (sous le nom de Herbert Yost)
- Anita Hendrie : la mère
- David Miles : le père
- Vivian Prescott : La femme de chambre
- Harry Solter : l'ami de Jim
- Linda Arvidson : un invité de la noce
- Billy Bitzer
- John R. Cumpson : un invité de la noce
- Francis R. Grandon :
- Grace Henderson :
- Charles Inslee : un invité de la noce
- Arthur V. Johnson : un invité de la noce
- Florence Lawrence : un invité de la noce
- Owen Moore : un invité de la noce